# Адалберт II (Ивреа)
Вижте пояснителната страница за други личности с името Адалберт.
Адалберт II от Ивреа (на италиански: Adalberto II d'Ivrea; * 923/936, † 20/30 април 972/ 975, Отьон, дн. Франция) от династията на Анскаридите е маркграф на Ивреа (965 – 972/975), крал на Италия (950 – 962) заедно с баща си Беренгар II (от 951 г. в опозиция на краля на източните франки Ото I) и антикрал (960 – 961), избран от благородниците на кралството във Верона в опозиция на баща си.

## Произход
Син е на маркграфа на Ивреа Беренгар II (* ок. 900, † 966) и на съпругата му Вила Тосканска/Арлска (* ок. 910; † сл. 963), дъщеря на графа на Прованс и маркиз на Тоскана Бозон Арлски и на Вила II Бургундска, дъщеря на краля на Бургундия Рудолф I. Има двама братя и три сестри:
- Гвидо (* 940, † 965), маркграф на Ивреа (951 – 965), неженен;
- Конрад (* ок. 938, † 998/1001), маркграф на Милано (957 – 961), маркграф на Ивреа (970 – ок. 990/995), херцог на Сполето и на Камерино, съпруг на Ришилда, дъщеря на Ардуин Глабер;
- Берта († сл. 965), игуменка на „Свети Сикст“ в Пиаченца;
- Герберга/Гилберга (* ок. 945, † 986), графиня на Верчели, маркграфиня на Монферат и първа маркграфиня на Маркграфство Западна Лигурия като съпруга на Алерам Монфератски;
- Розала (* ок. 945, † 1003), графиня на Фландрия като съпруга на Арнулф II и кралица на Франция като съпруга на Робер II Благочестиви.

## Биография
На 15 декември 950 г. Адалберт, заедно с баща си Беренгар II е коронасян в Павия за крал на Италия от благородниците на Кралството. Опозицията срещу избора им се обединява около Аделхайд Бургундска, вдовица на крал Лотар II. Според хронистите, които се противопоставят на Адалберт и баща му, тя е била малтретирана и хвърлена в затвора по заповед на Беренгар II, нежелаейки да се омъжи за Адалберт, а богатата ѝ зестра е била конфискувана. През 951 г. тя успява да избяга и през август, с помощта на епископа на Реджо Емилия, да намери убежище в непревземаемия замък Каноса при граф Адалберто Ато, васал на епископа.
През септември 951 г. крал Ото I от Саксония идва в Италия, за да подкрепи правата на Аделхайд, и пристига в Павия, без да срещне съпротива. Докато Адалберт и Беренгар II намират убежище в един от замъците си, Ото I приема титлата „крал на франките и на лангобардите“ в Милано, след като се жени за Аделхайд през октомври и моли папа Агапет II да го короняса за император. След отказа на папата, след като завладява само част от Италианското кралство, Ото I се завръща в Германия през февруари 952 г., оставяйки своя зет – херцога на Лотарингия Конрад да продължи войната срещу Адалберт и Беренгар II. Двамата обаче скоро се споразумяват с Конрад. Така на диетата в Аугсбург през август 952 г. Адалберт и баща му Беренгар II са потвърдени в кралската инвеститура като васали на Ото I, но трябва да отстъпят Веронската марка и Марка Фриули на брат му – херцога на Бавария Хайнрих I, както и Истрия.
Връщайки се в Италия, Адалберт и баща му безуспешно обсаждат граф Адалберт Ато от Каноса в периода 953 – 956 г., виновен за това, че е помогнал на Аделхайд. Беренгар и съпругата му Вила си отмъщават на благородниците и преди всичко на духовниците, които са ги предали.
През 955 г., след смъртта на Хайнрих I от Бавария, докато Ото I е зает да се бие с унгарците, Адалберт и баща му си връщат Веронската марка.
През 956 г. Адалберт се опитва да се противопостави с оръжие на Лиудолф, син на Ото I Саксонски, който идва в Италия с цел енергично да затвърди властта на баща си. Когато през 957 г. Лиудолф умира по време на експедицията и армията му се оттегля, Адалберт започва кампания срещу маркграфа на Сполето, подкрепен от маркграф Хуго от Тоскана, прониквайки и на римска територия. През 959 г., след като установява, че Сполето вече не е лоялен поддръжник, Беренгар II атакува Сполето и изгонва неговия херцог Теобалд II, докато Адалберт разграбва територията на Рим. През 960 г. папа Йоан XII изпраща делегация в Германия, за да поиска помощта на Ото I. През август 961 г. Ото I отново идва в Италия и докато Адалберт се опитва да организира съпротива на север от Верона, Беренгар II, след като подпалва кралския дворец на Павия, бяга и се барикадира в крепостта на Сан Лео. Адалберт, предаден от почти всички графове и епископи, трябва да избяга пред лицето на настъплението на Ото I, който влиза в Павия. Там той, след като официално лишава Адалберт и Беренгар II от кралската титла, е коронясан за крал на Италия, а неговият малък син Ото (останал в Германия) е провъзгласен за съкрал. Ото I продължава към Рим, минавайки през Равена, тъй като Тосканската марка е останала вярна на Адалберт и Беренгар, и на 2 февруари 962 г. е коронясан за император от папа Йоан XII. Връщайки се на север, той атакува маркграфа на Тоскана Хумберт, побеждава го и го изпраща в изгнание. След това атакува Адалберт, барикадиран с братята си Гуидо и Конрад и майка им Вила в района на езерото.
През есента на 962 г. Адалберт бяга във Фресине (дн. Ла Гард Френе) в Южна Франция, което по това време е под властта на сарацините, и оттам достига Корсика. Майка му обаче е принудена да се предаде в замъка Сан Джулио на езерото Орта и ѝ е позволено да се присъедини към съпруга си Беренгар II в Сан Лео. След падането на Сан Лео през 963 г. Беренгар е арестуван и заточен в Бамберг заедно със съпругата си. Адалберт от Корсика влиза в преговори с папа Йоан XII, като предлага съвместни действия срещу Ото. Адалберт идва в Ченточеле (Чивитавекия) и е посрещнат от представителите на папата, след което стига до Рим, където обаче ситуацията е объркана. Когато Ото, който междувременно принуждава Беренгар да се предаде, тръгва срещу града, папата и Адалберт бягат.
Адалберт се завръща в Италия през 965 г., след заминаването на Ото I, и се опитва да подклажда бунт, но между Парма и Пиаченца е победен от херцога на Швабия Бурхард III, изпратен срещу него от император Ото I, и не успява да си върне владението на Маркграфство Ивреа. Маркграфството, по онова време вакантно поради смъртта на брат му Гуидо в битката, пет години по-късно отива в ръцете на другия му брат Конрад, който се е подчинил на Ото I. След битката Адалбер и брат му Конрад бягат.
През 968 г. Адалберт се съюзява с императора на Византия Никифор II Фока във войната, която го изправя срещу Ото I за владението на Пулия. През 969 г., в края на враждебността между двамата императори, Адалберт е принуден да потърси убежище в Бургундия при роднини на жена си, където умира през април между 972 и 975 г.

## Брак и потомство
∞ 958/959 за Герберга дьо Шалон († 991), дъщеря на графа на Шалон Ламбер от Отьон, от която има поне един син, както и една дъщеря:
- Ото Вилхелм от Ивреа (* ок. 960/962; † 21 септември 1026, Дижон), чрез брак граф на Макон като Ото I (981) и граф на Невер, граф на Бургундия от 995 г.; ∞ 1. 982 за Ерментруда от Руси († 5 март 1002/1005), дъщеря на граф Райналд от Руси, от която има шест деца 2. 1016 за Аделхайд Анжуйска (* ок. 950, † 1026), дъщеря на граф Фулко II, разведена съпруга на Луи V, крал на Франция, от която няма деца;
- Гизла, ∞; 983 за Анселм I (* 960, † 1020), маркграф на Монферат, от когото има трима сина и една дъщеря;

През 973 г. вдовицата му се омъжва за Одо-Анри (Анри Велики), граф на Невер, Оксер, Отьон, Авалон и Бон и херцог на Бургундия, който осиновява Ото Вилхелм. Тя не му ражда деца.